# Daumesnil
Daumesnil – stacja 6. i 8. linii  metra  w Paryżu. Stacja znajduje się w 12. dzielnicy Paryża. Na linii 6. stacja została otwarta 1 marca 1909 r, a na linii 8. – 5 maja 1931.